# Syndicat intercommunal à vocation unique
Pour un article plus général, voir Syndicat intercommunal (France).

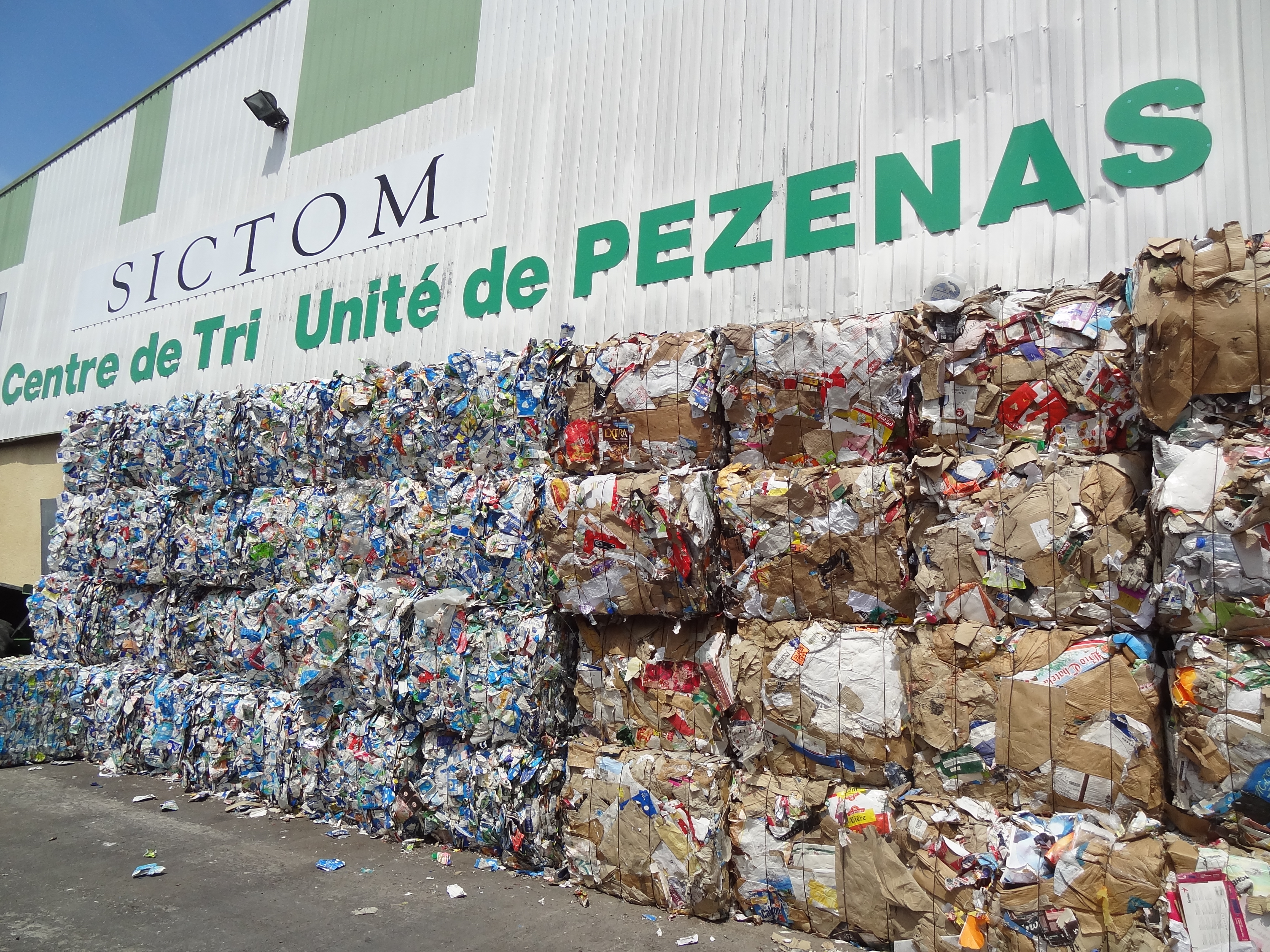
Centre de tri de Pézenas

Un syndicat intercommunal à vocation unique (SIVU) est, en France, un établissement public de coopération intercommunale, régi par les dispositions de la cinquième partie du Code général des collectivités territoriales.
Son fonctionnement est similaire à celui d'un Syndicat intercommunal à vocation multiple (Sivom) à la différence près qu'un Sivu ne dispose que d'une compétence, fixée dans ses statuts. 
Historiquement c'est la plus ancienne structure intercommunale puisqu'elle a été créée par la loi du 22 mars 1890 sur les syndicats de communes. Les premiers SIVU ont été des syndicats de distribution d'électricité et d'installation des réseaux d'eau, ainsi que d'autres compétences dépassant le simple territoire communal.
Bien que moins connu du grand public que le Sivom, le Sivu est, après la commune, le maillon le plus répandu de l'administration territoriale avec 11 843 Sivu au 1er janvier 2007. Cependant, il n'en reste que 5 882 au 1er janvier 2019 et 4 307 au 1er janvier 2025. 

## Compétences
Les SIVU peuvent disposer d'une compétence parmi : collecte et traitement des ordures ménagères, création et entretien de voirie, équipements sportifs, action sociale, eau, assainissement, incendie, scolaire, développement économique, urbanisme, électrification, habitat, environnement, tourisme, loisirs, ports - cours d'eau, etc.
Les principaux types de SIVU sont :
- SICTOM : Syndicat intercommunal de collecte et de traitement des ordures ménagères : Il gère la collecte, la valorisation des déchets ménagers et une ou plusieurs déchèteries.
- SIROM : Syndicat intercommunal de ramassage des ordures ménagères
- SIRTOM : Syndicat intercommunal de ramassage et de traitement des ordures ménagères
- SAEP : Syndicat d'alimentation en eau potable
- SIAEP : Syndicat intercommunal d'alimentation en eau potable
- SRPI : Syndicat de regroupement pédagogique intercommunal
- SIVC : Syndicat intercommunal à vocation scolaire : Il est un organisme de gestion contribuant au fonctionnement des écoles et pouvant gérer des services péri-scolaires.
- SITS : Syndicat intercommunal des transports scolaires : Il organise les transports scolaires vers les écoles primaires, les collèges et lycées de leurs environs, sous la tutelle des conseils régionaux, qui leur délèguent cette compétence.
- SIE : Syndicat intercommunal d'électrification
- SIAH : Syndicat intercommunal d'aménagement hydraulique
- SITC : Syndicat intercommunal de transport en commun
- Syndicat intercommunal de gestion des ports ou aéroports
- Syndicat intercommunal de développement touristique et culturel (offices du tourisme, animation culturelle, bibliothèques et médiathèques, etc)
- Syndicat intercommunal de gestion et protection des parcs naturels
- Syndicat intercommunal de gestion des forêts
- Syndicat intercommunal de restauration collective
- Syndicats intercommunaux ayant des vocations diverses telles que l'accueil des personnes âgées, l'accueil en crèche...

## Exemple de SIVU
- Un SIVU créé pour organiser un réseau de transport en commun : Syndicat intercommunal des transports collectifs de l'agglomération rennaise (créé en 1980 et dissout en 1992)